# Xã Huron, Quận Des Moines, Iowa
Xã Huron (tiếng Anh: Huron Township) là một xã thuộc quận Des Moines, tiểu bang Iowa, Hoa Kỳ. Năm 2010, dân số của xã này là 329 người.